# Assemblée de l'Union de l'Europe occidentale
Ne doit pas être confondu avec Assemblée parlementaire du Conseil de l’Europe, Assemblée parlementaire de l'OSCE ou Parlement européen.
L’Assemblée de l'Union de l'Europe occidentale constitue, de 1955 à 2011, l'organe de représentation parlementaire de l'Union de l'Europe occidentale. Constituée de délégations des parlements nationaux de l’Europe, elle est alors la seule assemblée interparlementaire européenne compétente en matière de sécurité et de défense.

## Historique et base légale
L'Assemblée est créée en 1954 lorsque le traité de Bruxelles de 1948 sur la coopération européenne en matière de sécurité et de défense a été modifié pour créer l'Union de l'Europe occidentale. Celui-ci contient un engagement inconditionnel de défense mutuelle de ses signataires (article V). Cet article précise qu’au cas où l'un des États parties au Traité ferait l'objet d’une agression armée, les autres lui porteront, conformément à l’article 51 de la Charte des Nations unies, « aide et assistance par tous les moyens en leur pouvoir, militaires et autres ». 
L'article IX du traité de Bruxelles modifié fait obligation aux gouvernements membres de l’UEO représentés au Conseil de soumettre aux parlementaires nationaux qui siègent à l’Assemblée un rapport annuel écrit sur leurs activités dans le domaine de la sécurité et de la défense, que ceux-ci examinent avant d’adresser des recommandations aux gouvernements, qui sont tenus d’y répondre. L’objectif  est de faire en sorte que la coopération entre les gouvernements au niveau européen se double d’une coopération entre les parlementaires nationaux, réunis au même niveau. Lorsque la politique « intergouvernementale » est accompagnée d’un contrôle « interparlementaire », la transparence et la responsabilité démocratique sont réputées mieux garanties que si le contrôle ne dépasse pas le cadre national. 
L’Assemblée, qui siège à Paris, examine et soutient les activités intergouvernementales européennes dans tous les domaines liés à la sécurité et à la défense, y compris la coopération en matière d’équipements de défense. À la suite du transfert des activités opérationnelles de l’UEO à l'Union européenne, l’Assemblée se consacre principalement au suivi de la politique européenne de sécurité et de défense (PESD) de l’UE, tout en continuant  de suivre les implications de l’engagement de défense collective (Article V) de l’UEO et de la coopération avec l’OTAN basée sur l’article IV du traité de Bruxelles modifié, qui établit un lien organique entre l’UEO et l’Alliance atlantique.
Le 30 juin 2011, l'UEO cesse d'exister.

## Réalisations
Les rapports de l’Assemblée constituent des documents de référence pour le débat international sur les questions de défense et de sécurité. Les recommandations de l’Assemblée ont souvent été à l’origine des progrès réalisés sur la voie de l’intégration européenne en matière de sécurité et de défense. Citons notamment :
- Les missions de Petersberg, approuvées par les ministres de l’UEO en 1992, qui définissent toujours le champ d’application des activités de gestion de crise relevant de la PESD;
- l’ancien Centre satellitaire de l’UEO, à Torrejón de Ardoz, qui confère désormais à l’UE une certaine autonomie en matière d’analyse d’images satellitaires à des fins de renseignement ;
- l’Institut d’études de sécurité de l’UEO, à Paris, transféré à l’UE ;
- la participation des ministres de la défense aux activités du Conseil ;
- l’européanisation croissante de l’OTAN ;
- la reconnaissance de la nécessité d’avoir une chaîne de commandement européenne ;
- le manuel des normes et procédures militaires européennes, qui sert de référence à l’État-major de l’Union ;
- la coopération en matière d’équipements de défense au niveau européen, notamment la création de l’Agence européenne de défense, qui a absorbé les activités du Groupement Armement de l’Europe occidentale (GAEO) et de l’Organisation de l’armement de l’Europe occidentale (OAEO).

Toutes ces réalisations sont le fruit de l’expérience de l’UEO et de l’impulsion politique donnée par les parlementaires nationaux qui mènent une réflexion collective au sein de l’Assemblée.

## Membres de l’Assemblée
Trente-neuf pays européens, incluant tous les pays membres de l’UE et les membres (européens) de l’OTAN, ont le droit d’envoyer des délégations à l’Assemblée. Celle-ci compte près de 400 membres dont beaucoup sont membres des commissions de défense et des affaires étrangères ou européennes dans leur propre parlement. Le nombre de délégués dépend de la taille du pays.
Les membres de l’Assemblée se réunissent au moins deux fois par an en session plénière, ainsi que tout au long de l’année dans le cadre de réunions de commissions, de conférences et de colloques. Chaque commission désigne parmi ses membres des rapporteurs, qui présentent à la commission compétente des projets de rapport et de recommandation sur les questions d’actualité ayant trait à la sécurité et la défense. Après plusieurs débats, au cours desquels les projets de recommandation sont souvent considérablement remaniés, les membres des commissions votent les textes définitifs qui sont ensuite présentés à la session plénière afin d’être éventuellement amendés, puis adoptés par l’Assemblée. Les recommandations de l’Assemblée sont adressées au Conseil qui est tenu d’y répondre par écrit. Les parlementaires ont aussi le droit de poser des questions au Conseil.

## Accroître le rôle des parlements nationaux dans l’UE
À la suite des résultats négatifs des référendums organisés en France et aux Pays-Bas en 2005 sur le projet de traité établissant une Constitution pour l'Europe, les gouvernements ont prolongé la «période de réflexion» sur l’avenir de l’Europe. À sa réunion des 21 et 22 juin 2007, le Conseil européen a décidé de convoquer une nouvelle conférence intergouvernementale (CIG) afin d’amender les traités de l’UE. Il a émis un mandat clair pour la CIG, celui de rédiger un « Traité modificatif » en vue de renforcer l’efficacité et la légitimité de l’Union élargie. L’objectif est que le Traité modificatif soit ratifié par les États membres avant les élections du Parlement européen prévues en juin 2009. 
Un nouvel article sur le rôle des parlements nationaux prévoit la coopération interparlementaire entre parlements nationaux et avec le Parlement européen (PE), conformément au protocole sur le rôle des parlements nationaux dans l’UE. Ce protocole met en avant la complémentarité du travail effectué par les parlementaires nationaux et par les membres du Parlement européen, et reconnaît la nécessité d’une coopération plus étroite entre eux. Bien que ce protocole, annexé au Traité modificatif, ouvre de nouvelles possibilités de dialogue interparlementaire sur la politique de sécurité et de défense commune, il reste insuffisant car on se limite à y proposer la tenue de conférences qui tiendraient lieu de cadre pour ce dialogue. Or l’Assemblée ne cesse d’affirmer depuis des années, dans ses rapports comme dans son dialogue avec les gouvernements des États membres que, dans l’intérêt de la légitimité démocratique, la politique étrangère, de sécurité et de défense européenne doit être soumise à un suivi démocratique exercé par les parlementaires nationaux siégeant dans une assemblée interparlementaire européenne.
Tant qu’une défense commune n’existera pas au sein de l’UE, l’Assemblée contribue ainsi à combler le déficit démocratique dont souffre l’UE, en exerçant le suivi « interparlementaire » d’une politique dont les gouvernements ont réaffirmé qu’elle restait pour l’instant « intergouvernementale » et qu’il en serait sans doute ainsi pour longtemps encore.

## Structure
- Le Haut représentant de l'UE, Javier Solana, responsable de la PESD, est en même temps le secrétaire général de l'UEO entre 1999 et 2009, ce qui crée un lien entre les deux organisations au niveau exécutif le plus élevé.
- Le président de l'Assemblée est le Britannique Robert Walter de 2008 à 2011.
- Greffier en chef (secrétaire général): Colin Cameron (Royaume-Uni)
- Quatre commissions se partagent l’essentiel des activités interparlementaires au sein de l’Assemblée :
  - La Commission de défense s’occupe des questions de sécurité et de défense européenne sous l’angle opérationnel et militaire.
  - La Commission politique se penche sur les aspects politiques de la sécurité et de la défense européennes.
  - La Commission technique et aérospatiale traite de problèmes touchant à la défense et à la coopération en matière d’armement.
  - La Commission pour les relations parlementaires et publiques est responsable de la coopération avec les parlements nationaux. Elle suit et analyse les débats sur la sécurité et la défense des parlements nationaux. Elle effectue également des études comparatives et propose des critères plus performants pour évaluer les responsabilités gouvernementales.

## Siège

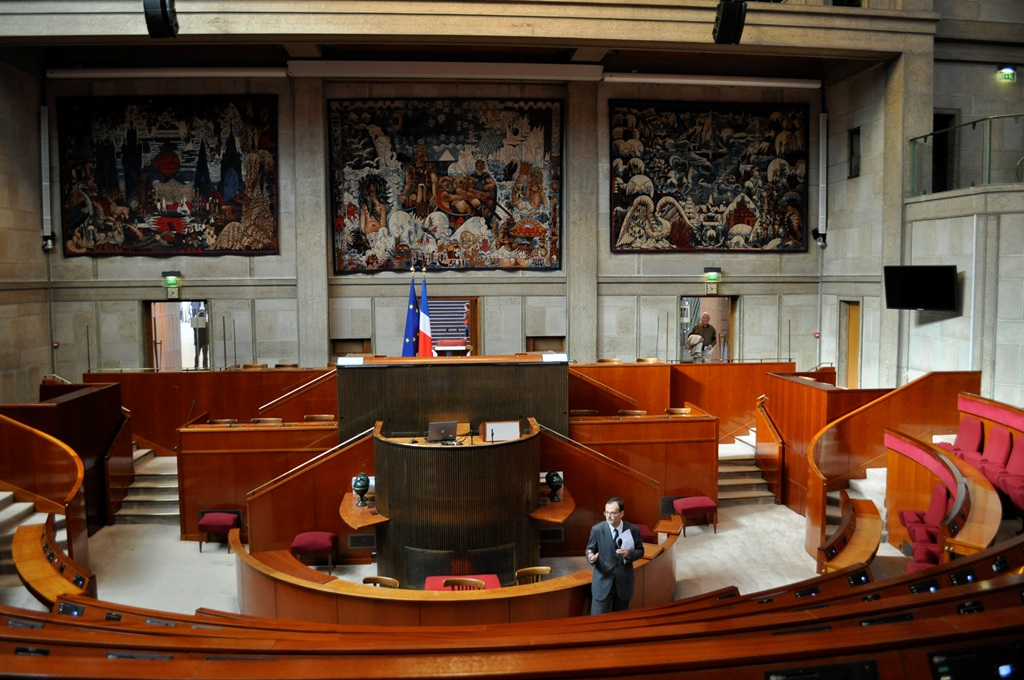
Hémicycle palais d'Iéna.

Tandis que les services des organes intergouvernementaux de l'UEO sont établis à Bruxelles, le siège de l'assemblée est installé à Paris. Son secrétariat occupe une partie d'une aile du palais d'Iéna qui abrite également le Conseil économique, social et environnemental. Les réunions plénières se tiennent d'ailleurs habituellement dans l'hémicycle de ce dernier.

## Sources

## Compléments